# Grumant

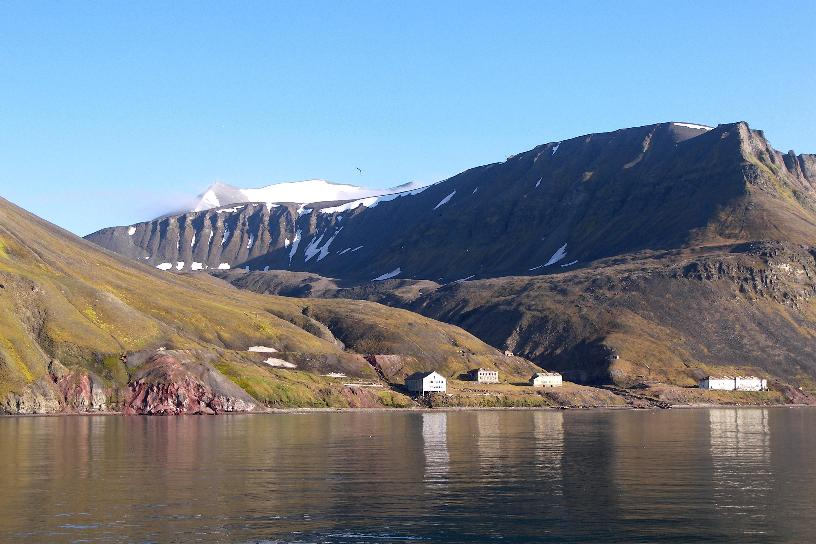
Ehemalige Kohlebergbausiedlung Grumant

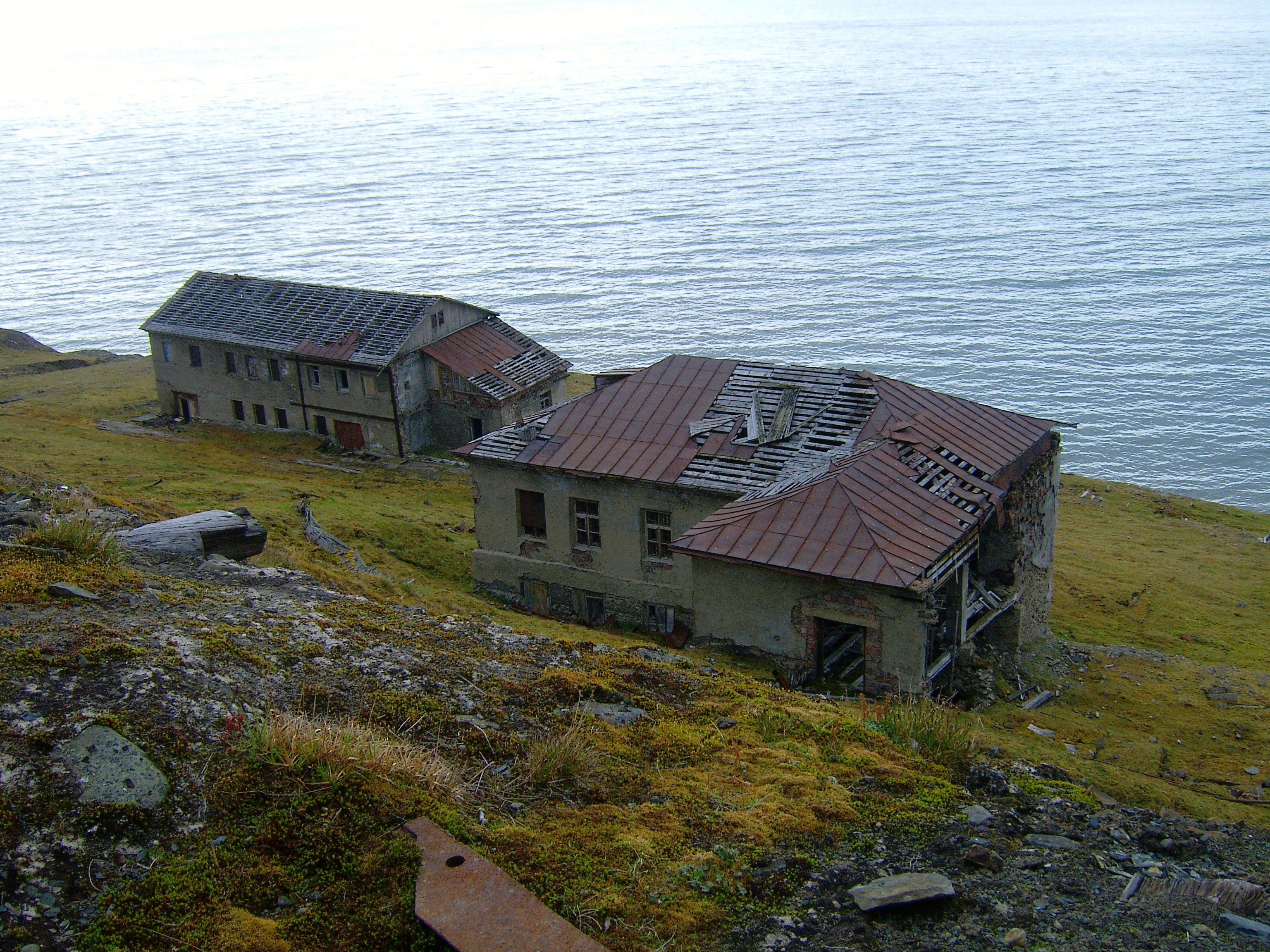
Verlassene Gebäude in Grumant

Grumant (russisch Грумант), auch Grumantbyen, ist eine verlassene Bergarbeitersiedlung auf Spitzbergen. Sie liegt an der Südküste des Isfjords etwa zwölf Kilometer westlich von Longyearbyen am Fuße des Fuglefjella an der Mündung des engen Grumantdalen.

## Geschichte
Nachdem eine russische Expedition unter Leitung von Wladimir Russanow hier 1912 Kohlelagerstätten gefunden hatte, wurde 1913 das Unternehmen Grumant A. G. Agafeloff & Co. gegründet, das 1919 die Bergbausiedlung Grumant anlegte. Ihr folgte 1920 die Anglo-Russian Grumant Co., Ltd. und 1923 die Russki Grumant Ltd. Als Unterzeichnerstaat des Spitzbergenvertrags besaß Russland beziehungsweise ab 1922 die Sowjetunion das Recht, auf dem nun zu Norwegen gehörenden Archipel weiter Rohstoffe abzubauen. Da vor Grumant wegen der zu geringen Wassertiefe keine direkte Verladung der Kohle auf Frachter möglich war, wurde die Kohleförderung 1926 vorübergehend eingestellt. In dieser Zeit wurde ein Schmalspur-Lorenbahntunnel durch die Klippen zum neu errichteten, weiter westlich gelegenen russischen Verladehafen Colesbukta gebaut. 1932 übernahm die sowjetische Kohleförderungsgesellschaft Arktikugol den Grubenbetrieb und setzte ihn bis 1962 fort, als er wegen mangelnder Rentabilität eingestellt wurde. Grumant wurde 1965 aufgegeben.
Zu seiner Spitzenzeit in den Jahren 1951/52 wurde die Einwohnerzahl des Ortes mit 1106 Einwohnern (inklusive Colesbukta) angegeben, wodurch er damals die einwohnerreichste Siedlung auf Spitzbergen war.
Die meisten Häuser wurden soweit abgerissen, dass ihre Grundrisse heute vor Ort kaum noch zu erahnen sind. Die verbliebenen Gebäude sind stark verfallen. Die Holzüberdachungen der oberirdischen Bereiche der Lorenbahn sind noch vorhanden, der Tunnel ist allerdings nicht mehr zu passieren. Oberhalb des Ortes befand sich ein Friedhof.
Der Name Grumant entstand in Anlehnung an das alte russische Wort für Grönland, da die Pomoren, die von der Nordküste Russlands nach Spitzbergen kamen und regelmäßig längere Zeit auf Jagdreisen in der Arktis verbrachten, zunächst wohl der Ansicht waren, sie befänden sich in Grönland.